# 筆尾樹鼩屬
筆尾樹鼩屬（學名：Ptilocercus），屬於樹鼩目筆尾樹鼩科下唯一一屬，分布於印尼、馬來西亞和泰國。

## 下属物种
本属包括以下物种：
- Ptilocercus kylin Li & Ni, 2016
- 筆尾樹鼩 Ptilocercus lowii Gray, 1848[3]